# Буточнов, Антон Александрович
Антон Александрович Буточнов (укр. Антон Олександрович Буточнов; рум. Anton Butocnov; 26 марта 1983, Киев, СССР) — украинский и румынский хоккеист, нападающий клуба «Дунэря» и сборной Румынии.

## Биография
Учился хоккею в СДЮСШОР «Сокол» под руководством Юрия Крылова, начинал свою взрослую карьеру в России. Не пробившись в Суперлигу, нападающий поиграл во многих европейских первенствах. С 2014 года выступал в Румынии.
Играл за молодёжную и юниорскую сборную Украины, за студенческую сборную на зимней Универсиаде 2005 года, в главную команду страны пробиться не удалось.
Со временем вместе с другими украинцами Евгением Емельяненко и Павлом Борисенко получил румынский паспорт. За Румынию дебютировал в 2019 году на чемпионате мира в первом дивизионе группы «Б» в Эстонии. В одном из матчей турнира Буточнов поразил ворота Украины (5:1).

## Семья
Старший брат Андрей (род. 1980) также является хоккеистом. Вместе с ним Буточнов-младший выступает за румынские команды.

## Достижения
- Чемпион Украины (1): 2003/2004.
- Лучший бомбардир и ассистент Кубка Нидерландов по хоккею: 2005/2006.